# أبو العز المقترح
أبو العز المقترح (526 هـ/ 612 هـ) ويقال له: «تقي الدين المقترح» ويعرف أيضا بـ«التقي المقترح»، ويقال له أيضا: «أبو العز تقي الدين»، واسمه مظفر بن عبد الله بن علي بن الحسين المقترح. ويعرف بـ«المقترح» وهو اللقب الذي اشتهر به وصار يعرف به، نسبة إلى كتاب: «المقترح في المصطلح» للبروي؛ لأنه كان يحفظه وقد شرحه شرحا نفيسا، عُرف واشتهر به حتى صار يلقب بـ«التقي المقترح». وهو جد تقي الدين ابن دقيق العيد لأمه.
من فقهاء الشافعية ترجم له السبكي في طبقات الشافعية الكبرى فقال: مظفر بن عبد الله بن علي بن الحسين الإمام تقي الدين المصري المقترح. والمقترح لقب عليه. كان إماما في الفقه والخلاف وأصول الدين نظارا على قهر الخصوم وإزهاقهم إلى الانقطاع، صنف التصانيف الكثيرة وتخرج به خلقٌ». تفقه في الإسكندرية وأخذ فيها الحديث بالسماع من أبي الطاهر بن عوف، وسمع منه الحافظ عبد العظيم، قال الحافظ عبد العظيم: سمع بالإسكندرية من أبي الطاهر بن عوف وسمعت منه، وحدث بمكة ومصر وكان كثير الإفادة منتصبا لمن يقرأ عليه كثير التواضع حسن الأخلاق جميل العشرة دينا متورعا. عمل في التدريس وتولى التدريس بالمدرسة المعروفة بالسلفى بالإسكندرية مدة، وتوجه إلى مكة فأشيعت وفاته وأخذت المدرسة، فعاد ولم يتفق عوده إليها فأقام بجامع مصر يقرئ الناس، واجتمع عليه جماعة كثيرة، ودرس بمدرسة الشريف ابن ثعلب وتوفي في شعبان سنة اثنتى عشرة وستمائة.
برع في أصول الدين والخلاف. قال ابن قاضى شهبة: عرف تقي الدين بـ المقترح لأنه كان يحفظه، وقال حاجى خليفة: ولا يقال له إلا التقي المقترح. وذكره بدر الدين الزركشي، في كتبه، وأبو البقاء الفتوحي في شرح الكوكب المنير، ونقل من كلامه في شرح المقترح، وهو: أبو العز تقي الدين مظفر بن عبد الله بن علي المصري الشافعي. قال السيوطي: «كان إماما كبيرا، له التصانيف في الفقه والأصول والخلاف، ديّناً ورعاً، كثير الإفادة».

## مؤلفاته
- كتاب: «الأسرار العقلية في الكلمات النبوية».
- وشرح كتاب: «المقترح في المصطلح» للبروي، عُرف واشتهر به حتى صار يلقب بالتقي المقترح.
- و«شرح الإرشاد في أصول الدين» لإمام الحرمين الجويني.

## وفاته
توفي في شهر شعبان سنة اثنتى عشرة وستمائة هجرية. (612 هـ).